# Фриц, Харольд Артур
Харольд Артур «Хал» Фриц (англ. Harold Arthur Fritz) (род. 21 февраля 1944 года) – офицер армии США в отставке, удостоился высочайшей американской военной награды – медали Почёта за свои действия в ходе Вьетнамской войны.
Фриц получил степень элементарного образования в университете Тампа и вступил в армию США в Милуоки, штат Висконсин в 1966 году. 11 января 1966 года первый лейтенант служил в роте А, первого эскадрона 11-й бронетанковый кавалерийский полк. Отряд Фрица участвовал в операции «Тоан Танг II» в провинции Биньлон, Южный Вьетнам. В ходе перестрелки Фриц показал выдающееся лидерство несмотря на серьёзное ранение. Впоследствии он был повышен до капитана и удостоился медали Почёта.
После 27 лет службы Фриц ушёл в отставку в звании подполковника. Кроме медали Почёта он удостоился медали Серебряная звезда, ордена «Легион Почёта», Бронзовой звезды с литерой «V» и дубовым листом, Пурпурного сердца с дубовым листом, медали «За похвальную службу» министерства обороны, медали «За похвальную службу» Вооружённых сил США с двумя дубовыми листьями и похвальной армейской медали с дубовым листом. 
Фриц проживает в г. Пеория, штат Иллинойс и работает в клинике Bob Michel Outpatient министерства по делам ветеранов.

## Наградная запись к медали Почёта
За выдающуюся храбрость и отвагу проявленные в бою с риском для жизни при выполнении долга службы и за его пределами капитан (тогда первый лейтенант) Фриц, брон. , армия США отличился входе командира взвода отряда А близ Куан Лой. Капитан Фриц вёл бронеколонну из семи автомобилей вдоль шоссе 13 чтобы встретить и эскортировать конвой грузовиков. Усиленная рота противника устроила засаду и обстреляла колонну. Машина капитана Фрица была подбита, а он серьёзно ранен. Осознавая, что его взвод полностью окружён превосходящим по численности противником, капитан Фриц заскочил на крышу загоревшейся машины и руководил своими людьми. С полным пренебрежением к своим ранам и собственной безопасности он перепрыгивал с крыша на крышу на виду у вражеских стрелков чтобы перемещать своих людей, для усиления обороны, помощи раненым, распределения боезапаса, наведения огня и воодушевления людей. Когда сильный вражеский пошёл в атаку, чтобы опрокинуть взвод капитан Фриц развернул пулемёт и и своими образцовыми действиями вдохновил своих людей на интенсивный и смертоносный огонь, который остановил атаку и обратил в бегство нападавших. Мгновения спустя второй вражеский отряд подошёл на два метра к позиции и угрожал опрокинуть защищавшихся, капитан Фриц, вооружённый только штыком и пистолетом повёл небольшую группу своих людей в отчаянную и дерзкую атаку, опрокинувшую нападавших и причинившая им тяжёлые потери. Когда подошёл отряд подмоги капитан Фриц заметил, что отряд не разворачивается эффективно против вражеских позиций и он передвигался под плотным вражеским обстрелом  чтобы руководить их развёртыванием против вражеских позиций. После развёртывания отряда подмоги враг вынужден был оставить засадные позиции и отступить. Невзирая на раны, капитан Фриц вернулся на позицию, помогал своим людями отказывался от медицинской помощи пока все его раненые товарищи не получили медицинскую помощь и не были эвакуированы. Необычайный героизм и самопожертвование, проявленные капитаном Фрицем, с постоянным риском для жизни при выполнении  перевыполнении долга службы поддержали высочайшие традиции армии США и принесли великую честь ему, его части и Вооружённым силам.   
Оригинальный текст (англ.)
For conspicuous gallantry and intrepidity in action at the risk of his life above and beyond the call of duty. Capt. (then 1st Lt.) Fritz, Armor, U.S. Army, distinguished himself while serving as a platoon leader with Troop A, near Quần Lợi. Capt. Fritz was leading his 7-vehicle armored column along Highway 13 to meet and escort a truck convoy when the column suddenly came under intense crossfire from a reinforced enemy company deployed in ambush positions. In the initial attack, Capt. Fritz' vehicle was hit and he was seriously wounded. Realizing that his platoon was completely surrounded, vastly outnumbered, and in danger of being overrun, Capt. Fritz leaped to the top of his burning vehicle and directed the positioning of his remaining vehicles and men. With complete disregard for his wounds and safety, he ran from vehicle to vehicle in complete view of the enemy gunners in order to reposition his men, to improve the defenses, to assist the wounded, to distribute ammunition, to direct fire, and to provide encouragement to his men. When a strong enemy force assaulted the position and attempted to overrun the platoon, Capt. Fritz manned a machine gun and through his exemplary action inspired his men to deliver intense and deadly fire which broke the assault and routed the attackers. Moments later a second enemy force advanced to within 2 meters of the position and threatened to overwhelm the defenders. Capt. Fritz, armed only with a pistol and bayonet, led a small group of his men in a fierce and daring charge which routed the attackers and inflicted heavy casualties. When a relief force arrived, Capt. Fritz saw that it was not deploying effectively against the enemy positions, and he moved through the heavy enemy fire to direct its deployment against the hostile positions. This deployment forced the enemy to abandon the ambush site and withdraw. Despite his wounds, Capt. Fritz returned to his position, assisted his men, and refused medical attention until all of his wounded comrades had been treated and evacuated. The extraordinary courage and selflessness displayed by Capt. Fritz, at the repeated risk of his own life above and beyond the call of duty, were in keeping with the highest traditions of the U.S. Army and reflect the greatest credit upon himself, his unit, and the Armed Forces.
— 